# László Amade
László Amade (Gabčíkovo, 12 marzo 1703 – Horný Bar, 22 dicembre 1764) è stato un poeta ungherese, imitatore dell'arte di Bálint Balassi.

## Opere
- Victor in praelio S. Ivo, 1722
- Buzgó szívnek énekes fohászkodási  1755
- Várkonyi báró Amade László versei  1836
- A szép fényes katonának